# Constant Ménager
Constant Ménager (* 15. April 1889 in Montataire; † 19. Dezember 1970 in Amiens) war ein französischer Radrennfahrer.

## Sportliche Laufbahn
Ménager war im Straßenradsport aktiv. Von 1907 bis 1919 war er Berufsfahrer. Sein bedeutendster sportlicher Erfolg war ein Etappensieg in der Tour de France 1909. Die Eintagesrennen Paris–Calais und Imola–Piacenza–Imola gewann er 1909. 
Die Tour de France fuhr er achtmal. 1909 wurde er 7., 1910 17., 1911 22. und 1914 34. 1907, 1908, 1913 und 1919 beendete er die Rundfahrt nicht. Im Giro d’Italia 1910 kam er nicht ins Ziel.